# Evangelisch-Lutherische Kirche Ural, Sibirien und Ferner Osten
Die Evangelisch-Lutherische Kirche Ural, Sibirien und Ferner Osten (ELKUSFO) ist eine Diözese der Evangelisch-Lutherischen Kirche in Russland (ELKR), die Mitglied der Evangelisch-Lutherischen Kirche in Russland, der Ukraine, in Kasachstan und Mittelasien (ELKRAS) ist. Sie hat ihren Sitz in Omsk.

## Geschichte
Die ELKUSFO ist der Ausdehnung nach die größte lutherische Kirche der Welt. Sie besteht seit 1992. Damals wählte die Synode in Omsk Nikolaus Schneider (1920–1996) zum Superintendenten. Schneider war bereits seit 1988 Propst dieses Gebietes, und er kannte die sibirischen Gemeinden schon aus früheren Zeiten: Seit den 1950er Jahren predigte er in lutherischen Gemeinden im Omsker Gebiet und nutzte seine Arbeit als LKW-Fahrer dazu, Gemeinden zu besuchen.
1993 wurde von über 200 lutherischen Gemeinden in Sibirien berichtet. Allein im Omsker Gebiet sollen 76 Gemeinden bestanden haben. Eine hohe Zahl von Russlanddeutschen wanderte jedoch noch Deutschland aus und ließ die Kirche zahlenmäßig schrumpfen.
Ein besonderes Problem ist die Isolation der Gemeinden, die sich aus den riesigen Entfernungen und dem Pfarrermangel ergibt. Ein extremes Problem stellen die isolierten kleinen Gemeindegruppen dar. So „entdeckte“ Propst Rudolf Blümcke 1997 in der Nähe von Krasnojarsk und in Chakassien 30 lutherische Gemeinden, von denen er und die ihrerseits von der Kirche noch nichts wussten.

## Struktur

### Zentrum

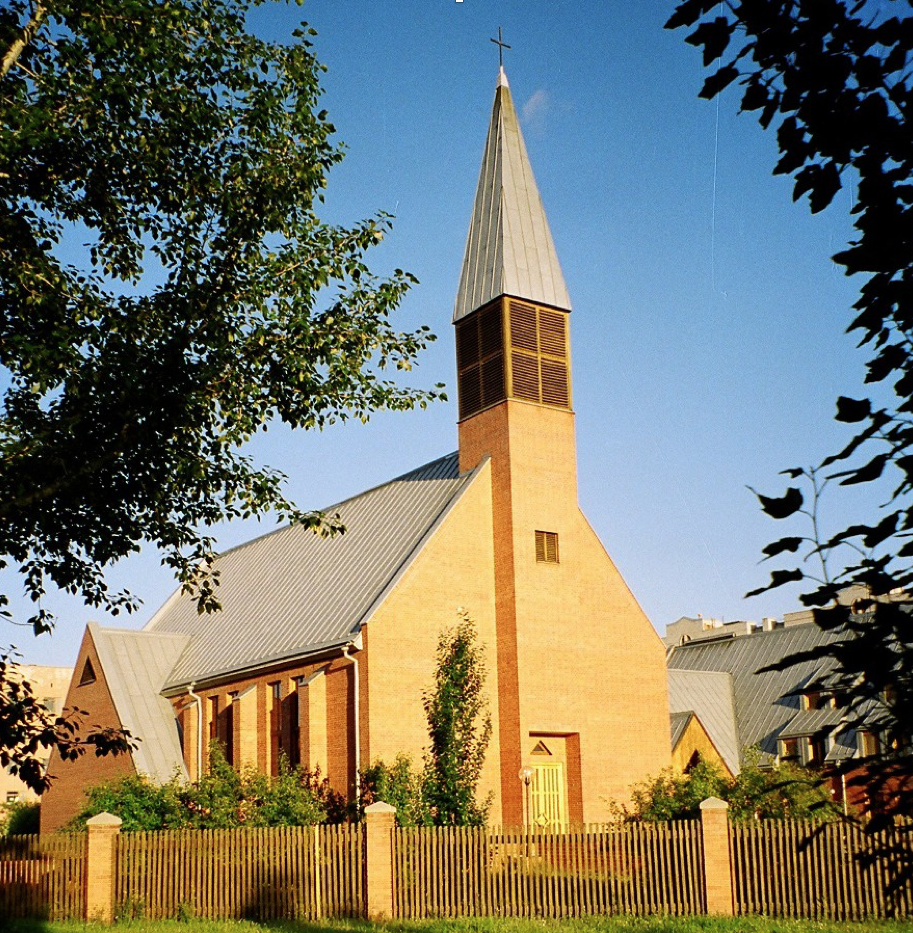
Kirchen- und Kulturzentrum Omsk

Das Zentrum befindet sich im Christuszentrum in der sibirischen Stadt Omsk 644020, Roschdestwenskogo 2/1.
Das Zentrum stellt den ersten Kirchenneubau der evangelisch-lutherischen Kirche in Russland seit der Oktoberrevolution dar. Die Christuskirche in Omsk mit angegliedertem Veranstaltungs- und Begegnungszentrum sowie Gästehaus der Kirchengemeinde wurden zwischen 1990 und 1994 errichtet. Superintendent Schneider wurde beim Bau vom Lutherischen Weltbund, deutschen Schwesterkirchen, Diasporawerken, der deutschen Bundesregierung und der Stadtverwaltung von Omsk unterstützt. Planung und Bauleitung erfolgte in Zusammenarbeit mit kirchlichen Stellen in Deutschland sowie mit dem Omsker Stadtarchitekten Karimov durch den Göttinger Architekten Hansjochen Schwieger. Im August 1994 wurde der Bau durch den hannoverschen Landesbischof Horst Hirschler eingeweiht.
Auf dem Allrussischen Architektenwettbewerb Moskau erhielt 1996 das  Kirchen- und Kulturzentrum Omsk den 3. Preis.

### Synode
Oberstes Verfassung gebendes und entscheidendes Organ der ELKUSFO ist die regionale Synode, an deren Spitze der Präsident steht. Derzeitiger Präsident ist Konstantin Pawlenko.
Die ELKUSFO entsendet außerdem Vertreter in die Generalsynode der ELKRAS.

### Bischof
Geistliches Oberhaupt ist der Bischof. Der Bischof gehört qua Amtes zum Bischofsrat der ELKRAS.
Amtsinhaber:
- 1992–1996: Nikolaus Schneider (Superintendent, geboren 1920 in Novonikolskoje/Krasnodarskij Kreis im Nordkaukasus, gestorben 1996 in Deutschland)
- 1996–1998: Ernst Schacht
- 1998–2004: Volker Sailer (* 1943)
- 2004–2009: August Kruse
- 2010–2016: Otto Schaude
- seit 2017: Alexander Scheiermann[3]

### Gliederung
Zur Evangelisch-Lutherischen Kirche Ural, Sibirien und Ferner Osten gehören über 150 Gemeinden und gemeindliche Gruppen. Sie werden von 17 Pastorinnen und Pastoren sowie über 100 Predigerinnen und Predigern und Gemeindeleitern betreut.
Das weitläufige Gebiet ist in vier Regionen (Propsteien) unterteilt:
- Propstei Ural: Propst Ewgenij Lukinow, Krasnoturinsk, (Sitz: Jekaterinburg)[5]
- Propstei Westliches Sibirien: Propst Wladimir Winogradow, (Sitz: Omsk)
- Propstei Westliches Sibirien: Propst Wladimir Winogradow, Omsk, (Sitz: Krasnojarsk)
- Propstei Fernost: Propst Bradn Buerkle (Sitz: Wladiwostok)[6]

## Partner
Ideelle und finanzielle Hilfe kommen von Partnern der ELKUSFO wie der Partnerkirche Evangelisch-Lutherische Landeskirche Hannovers, der Liebenzeller Mission, dem Missionswerk Hermannsburg, der EKD, dem Gustav-Adolf-Werk, dem Lutherischen Weltbund, dem Martin-Luther-Bund und dem Missionsbund Licht im Osten.